# خلیج آنتالیا
خلیج آنتالیا (به ترکی: Antalya Körfezi) یک خلیج بزرگ در شرق دریای مدیترانه در جنوب استان آنتالیا در کشور ترکیه است. این خلیج شامل برخی از اصلی‌ترین استراحتگاه‌های ساحلی و جاذبه‌های گردشگری ترکیه است.